# Micaëla Kreißler
Micaëla Kreißler (* 16. Juni 1941 in Innsbruck; † 9. August 2017 in Hamburg; mit bürgerlichem Namen Michaela Ursula Mahlich) war eine deutsche Schauspielerin, Synchron- und Hörspielsprecherin.

## Leben

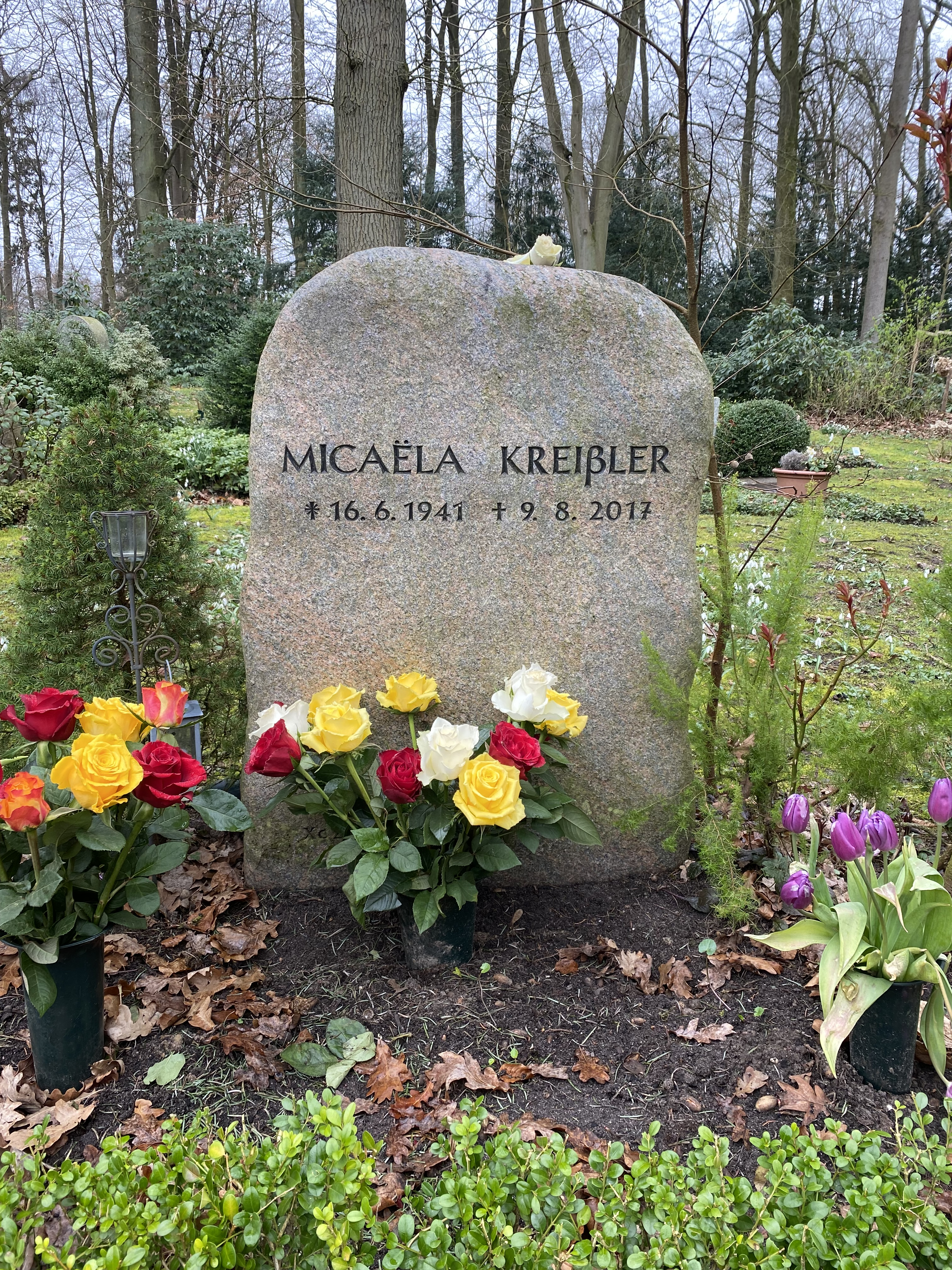
Grabstätte auf dem Waldfriedhof Wohldorf

Kreißler wurde nach dem Anschluss Österreichs ans Deutsche Reich in der so genannten Ostmark geboren und kam mit ihren Eltern, die für die DEFA tätig waren, nach dem Krieg nach Potsdam-Babelsberg. Durch diese Verbindung begann sie schon früh ihre Filmkarriere. Ihre Mutter war die Filmregisseurin und Regieassistentin Ursula Pohle, ihr leiblicher Vater der Schauspieler und Regisseur Wolfgang Liebeneiner.
Kreißler wirkte als Schauspielerin vor der Kamera bis zum Jahr 2006 in über 70 Film-und-Fernsehproduktionen mit. Daneben war sie auch als Bühnendarstellerin an verschiedenen Theaterhäusern tätig, wie beispielsweise am Maxim Gorki Theater. 
Zunächst war Kreißler mit dem Schauspieler Peter Sindermann verheiratet, der am 17. Oktober 1971 bei einem Flugzeugabsturz starb. 1962 wurde in dieser Ehe ihr erster Sohn geboren, der spätere Schauspieler Andreas Sindermann. Ihr Schwiegervater war Horst Sindermann, der zeitweilige Vorsitzende des Ministerrats der DDR. Kreißler war in zweiter Ehe mit dem Schauspieler und Synchronsprecher Holger Mahlich verheiratet, 1979 wurde ihr zweiter Sohn Leonhard Mahlich (ebenfalls Synchronsprecher) geboren. Mit ihrem Ehemann arbeitete sie in mehreren Produktionen (u. a. Zentrale Bangkok) zusammen. In der Serie Nicht von schlechten Eltern spielten zwar beide mit, hatten jedoch keinen gemeinsamen Auftritt. Das Paar verließ im Jahr 1982 die DDR und lebte seitdem in Hamburg.
Micaëla Kreißler fand ihre letzte Ruhestätte auf dem Waldfriedhof Wohldorf im Hamburger Stadtteil Wohldorf-Ohlstedt.

## Filmografie (Auswahl)
- 1949: Die Buntkarierten
- 1949: Quartett zu fünft
- 1950: Bürgermeister Anna
- 1960: Das Leben beginnt
- 1961: Septemberliebe
- 1961: Der Mann mit dem Objektiv
- 1963: Wenn die Rosen tanzen
- 1964: Rote Rosen für mich
- 1969: Sankt Urban
- 1970: Der Staatsanwalt hat das Wort: Außenseiter (Fernsehreihe)
- 1971: Optimistische Tragödie
- 1972: Januskopf
- 1972: Bettina von Arnim
- 1973: Zement
- 1973: Die Zwillinge
- 1973: Das unsichtbare Visier (Fernsehserie, 1 Folge)
- 1974: Leben mit Uwe
- 1974: Heiße Spuren
- 1974: Die Frauen der Wardins (TV-Dreiteiler)
- 1975: Schwester Agnes
- 1975: Eine Pyramide für mich
- 1976: Ein verdammt wunderschöner Tag
- 1977: Zur See (Fernsehserie, 6/9 Folgen)
- 1977: Der Staatsanwalt hat das Wort: Wenig gebraucht, fast neu
- 1977: Die zertanzten Schuhe
- 1977: Auftrag: Überleben
- 1977: Du und icke und Berlin
- 1978: Der Staatsanwalt hat das Wort: Haus am Meer
- 1979: Für Mord kein Beweis
- 1980: Schauspielereien (Fernsehserie, 1 Folge)
- 1981: Martin XIII.
- 1981: Die Gäste der Mathilde Lautenschläger
- 1981: Furcht und Elend des Dritten Reiches
- 1982: Frühstück im Bett
- 1983: Märkische Chronik (Fernsehserie)
- 1985: Zentrale Bangkok (Fernsehserie)
- 1985–1987: Ein Fall für TKKG (Fernsehserie)
- 1987: Der Landarzt (Fernsehserie), Folge Große Kinder – große Sorgen
- 1991: Leonie Löwenherz (Fernsehserie)
- 1991: Die Eisprinzessin (Miniserie)
- 1992: Unsere Hagenbecks (Fernsehserie, 1 Folge)
- 1992: Freunde fürs Leben (Fernsehserie, 2 Folgen)
- 1992–1998: Großstadtrevier (Fernsehserie, 5 Folgen, verschiedene Rollen)
- 1992–1996: Nicht von schlechten Eltern (Fernsehserie)
- 1995–1997: Stubbe – Von Fall zu Fall (Fernsehserie, 2 Folgen)
- 1996: Doppelter Einsatz (Fernsehserie, 1 Folge)
- 1996–1998: Die Wache (Fernsehserie, 2 Folgen, verschiedene Rollen)
- 1996: Mensch, Pia! (Fernsehserie)
- 1997–2000: Alphateam – Die Lebensretter im OP (Fernsehserie, 2 Folgen, verschiedene Rollen)
- 2000: Alles Atze (Fernsehserie, 1 Folge)
- 2001–2006: In aller Freundschaft (Fernsehserie, 2 Folgen, verschiedene Rollen)

## Synchronarbeiten (Auswahl)
Micaëla Kreißler war bis zu ihrem Tod in mehr als 150 Rollen als Synchronsprecherin tätig.
Kath Soucie
- 1991–2004: als Lil de Ville in Rugrats (Fernsehserie)
- 1998: als Lil de Ville in Rugrats – Der Film
- 2000: als Lil de Ville in Rugrats in Paris – Der Film
- 2003: als Lil de Ville in Die Rugrats auf Achse
- 2003–2008: als Lil de Ville in All Grown Up – Fast erwachsen (Fernsehserie)

Kirsten Walther
- 1970–1977: als Karla Hansen in Oh, diese Mieter (Fernsehserie)
- 1978: als Yvonne Jensen in Die Olsenbande steigt aufs Dach

### Filme
- 1937: Susan Fleming als Grace Moran in Fluß der Wahrheit [Synchro 1997]
- 1969: Rumi Sakaibara als Pfirsichschön in Der gestiefelte Kater
- 1969: Dany Robin als Babette in Ein liebenswertes Freudenhaus [2. Synchro]
- 1973: Adriana Asti als Lila von Buliowski in Ludwig II.
- 1977: Iva Janžurová als Lisková in Wie wäre es mit Spinat?
- 1981: Sarah Marshall als Traudl Junge in Der Bunker [2. Synchro (1995)]
- 1982: Lynn Redgrave als Monica Welles in Probe für einen Mord
- 1985: Carol Loacatell als Ethel Hubbard in Freitag der 13. – Ein neuer Anfang
- 1986: Ann Ryerson als Katie in Freitag der 13. Teil VI – Jason lebt
- 1986: Victoria Catlin als Erica in Slow Burn
- 1989: Peggy Hedden als Bedienung in Freitag der 13. Teil VIII – Todesfalle Manhattan
- 1990: Donna Mitchell als Connie Bates in Psycho IV – The Beginning
- 1993: Kathy Bates als Frances Lacey in Wilde Kastanien
- 1996: Dolores Drake als Schwester Curtis in Doctor Who – Der Film
- 1997: Jenny O’Hara als Wendy Derleth in Wes Craven’s Wishmaster
- 1997: Lucy Robinson als Mrs. Elton in Emma
- 2000: Ellen Burstyn als Sara Goldfarb in Requiem for a Dream
- 2000: Kylie Minogue als Hilary Jacobs in Cut
- 2000: Arleen Sorkin als Harley Quinn in Batman of the Future – Der Joker kommt zurück
- 2001: Anna Keaveney als Shirley DeSouza in The 51st State [Synchro 2004]
- 2002: Marisa Tomei als Bree Blackburn in Die Abenteuer der Familie Stachelbeere
- 2008: Geneviève Mnich als Madame Duphot in Séraphine
- 2009: Dorothy Cunnigham als Celias Mutter in Small Island [Synchro 2014]
- 2010: Lin Shaye als Granny Boone in 2001 Maniacs 2 – Es ist angerichtet
- 2011: Truus te Selle als Lucille Cummins-Heineken in Die Heineken Entführung [Synchro 2014]
- 2012: Hélène Vincent als Yvette Évrard in Der letzte Frühling
- 2013: Édith Le Merdy als Madame Bichet in Molière auf dem Fahrrad

### Serien
- 1985–1986: Rebecca Holden als April Curtis in Knight Rider
- 1992–1995: als Mama Eisbär (1. Stimme) in Der kleine Eisbär (Kurzfilmreihe)
- 2016: Kelly Bishop als Emily Gilmore in Gilmore Girls: Ein neues Jahr (Miniserie)

## Theater
- 1969: Michail Schatrow: Bolschewiki (Lenins Schwester) – Regie: Fritz Bornemann (Maxim-Gorki-Theater Berlin)

## Hörspiele
Sortiert nach der Erstsendung.
- 1966: Bertolt Brecht: Das Verhör des Lukullus (Königin) – Regie: Kurt Veth (Rundfunk der DDR) – Erstsendung: 26. Dez. 1966
- 1967: Günther Rücker: Alle meine Bräute (Seelchen) – Regie: Günther Rücker (Rundfunk der DDR) – Erstsendung: 1. Jan. 1967
- 1969: Lew Mitrofanow: Das Meer liebt die Kühnen (Simeida) – Regie: Alexej Schipow (Rundfunk der DDR) – Erstsendung: 6. Apr. 1969
- 1968: Euripides: Medea (Frauen von Korinth) – Regie: Edgar Kaufmann (Rundfunk der DDR) – Erstsendung: 15. Feb. 1970
- 1971: Heinrich Mann: Die Jugend des Königs Henri Quatre – Die Vollendung des Königs Henri Quatre (Teil 1: Die Jugend des Königs Henri Quatre) (Catherine) – Regie: Fritz Göhler (Rundfunk der DDR) – Erstsendung: 11. Mär. 1971
- 1971: Heinrich Mann: Die Jugend des Königs Henri Quatre – Die Vollendung des Königs Henri Quatre (Teil 2: Die Jugend des Königs Henri Quatre) (Catherine) – Regie: Fritz Göhler (Rundfunk der DDR) – Erstsendung: 18. Mär. 1971
- 1971: Heinrich Mann: Die Jugend des Königs Henri Quatre – Die Vollendung des Königs Henri Quatre (Teil 4: Die Vollendung des Königs Henri Quatre) (Catherine) – Regie: Fritz Göhler (Rundfunk der DDR) – Erstsendung: 6. Mai 1971
- 1971: Erwin Sylvanus: Der 50. Geburtstag (Trude Gönner) – Regie: Helmut Hellstorff (Rundfunk der DDR) – Erstsendung: 27. Mai 1971
- 1978: Ödön von Horváth: Kasimir und Karoline (Maria) – Regie: Werner Grunow (Rundfunk der DDR) – Erstsendung: 2. Juni 1978
- 1986: Uwe Kraemer: Aus der neuen Welt – oder: von Lokomotiven und Dampfschiffen (Mutter Dvorak) – Regie: Michael Weckler (Deutsche Welle) – Erstsendung: 10. Apr. 1988

Darüber hinaus war Kreißler regelmäßig in Hörspielen wie TKKG und Die drei ??? zu hören.